# نهار (اهر)
نهار یکی از روستاهای استان آذربایجان شرقی است که در دهستان آذغان بخش مرکزی شهرستان اهر که در فاصله 23کیلومتری شهر اهر واقع شده است. این روستا ۲۸۹ نفر جمعیت دارد.
مردم این منطقه به کشاورزی مشغولند و عمده محصولات کشاورزی این روستا گندم, جو ,عدس. و دارای باغات درخت سیب هلو شلیل میباشد.